# يوري كريفتسوف
يوري كريفتسوف (بالفرنسية: Yuriy Krivtsov)‏ ولد بتاريخ 7 فبراير 1979 في ميكولايف أوبلاست، أوكرانيا، هو دراج أوكراني في صنف سباق الدراجات على الطريق. شارك في دورة الألعاب الأولمبية الصيفية.

## وصلات خارجية
- الموقع الرسمي

## روابط خارجية
- يوري كريفتسوف على موقع الاتحاد الدولي للدراجات (الإنجليزية)
- يوري كريفتسوف على موقع أرشيف الدراجات (الإنجليزية)
- يوري كريفتسوف على موقع إحصائيات الدراجات الإحترافية (الإنجليزية)
- يوري كريفتسوف على موقع نسبة الدراجات (الإنجليزية)
- يوري كريفتسوف على موقع CycleBase (الإنجليزية)
- يوري كريفتسوف على موقع أوليمبيديا (الإنجليزية)